# Zoot Sims Goes to Jazzville
Zoot Sims Goes to Jazzville è un album di Zoot Sims, pubblicato dalla Dawn Records nel 1957.

## Tracce
Lato A
1. You're My Girl – 3:16 (Jule Styne, Sammy Cahn) – Registrato il 10 agosto 1956 a New York City, New York
2. The Purple Cow – 4:32 (John Williams) – Registrato il 10 agosto 1956 a New York City, New York
3. Ill Wind – 5:05 (Ted Koehler, Harold Arlen) – Registrato il 10 agosto 1956 a New York City, New York
4. The Big Stampede – 4:34 (Jerry Lloyd) – Registrato il 10 agosto 1956 a New York City, New York

Lato B
1. Too Close for Comfort – 3:28 (Jerry Bock, Lawrence Holofcener, George David Weiss) – Registrato il 10 agosto 1956 a New York City, New York
2. Jerry's Jaunt – 4:05 (Al Cohn) – Registrato il 4 settembre 1956 a New York City, New York
3. How Now Blues – 6:18 (Jerry Lloyd) – Registrato il 4 settembre 1956 a New York City, New York
4. Bye Ya – 3:44 (Thelonious Monk) – Registrato il 10 agosto 1956 a New York City, New York

Edizione CD del 1998, pubblicato dalla Dawn Records (DCD 103)
1. You're My Girl – 3:16 (Jule Styne, Sammy Cahn)
2. The Purple Cow – 4:32 (John Williams)
3. Ill Wind – 5:05 (Ted Koehler, Harold Arlen)
4. The Big Stampede – 4:34 (Jerry Lloyd)
5. Too Close for Comfort – 3:28 (Jerry Bock, Lawrence Holofcener, George David Weiss)
6. Jerry's Jaunt – 4:05 (Al Cohn)
7. How Now Blues – 6:18 (Jerry Lloyd)
8. Bye Ya – 3:44 (Thelonious Monk)
9. I Cover the Waterfront – 3:08 (Edward Heyman, Johnny Green) – Bonus Track
10. Blues for the Month of May – 4:13 (Jerry Lloyd) – Bonus Track
11. I Should Care – 4:04 (Axel Stordahl, Sammy Cahn, Paul Weston) – Bonus Track
12. Mixed Emotions – 2:28 (Stuart Loucheim) – Bonus Track
13. How Do I Love You? – 4:55 (John Williams) – Bonus Track
14. Knotty Pine – 3:48 (Jerry Lloyd) – Bonus Track

- Brani nr. 1, 2, 3, 4, 5, 8 e 11 registrati il 10 agosto 1956 a New York City, New York
- Brani nr. 6, 7, 10, 12, 13 e 14 registrati il 4 settembre 1956 a New York City, New York

## Musicisti
A1, A2, A3, A4, B1 e B4 / CD - nr. 1, 2, 3, 4, 5 e 8
- Zoot Sims - sassofono tenore, sassofono alto
- Jerry Lloyd - tromba
- John Williams - pianoforte
- Bill Anthony - contrabbasso
- Gus Johnson - batteria

B2 e B3 / CD - nr. 6, 7, 10, 12, 13 e 14
- Zoot Sims - sassofono tenore, sassofono alto
- Zoot Sims - voce (solo nel brano: Mixed Emotions)
- Jerry Lloyd - tromba
- John Williams - pianoforte
- Knobby Totah - contrabbasso
- Gus Johnson - batteria

CD - nr. 11
- Zoot Sims - sassofono tenore, sassofono alto
- John Williams - pianoforte
- Bill Anthony - contrabbasso
- Gus Johnson - batteria[3]